# Янчевецький Василь Григорович
Васи́ль Григо́рович Ян, (справжнє прізвище — Янчеве́цький) (23 грудня 1874 (4 січня 1875) — 5 серпня 1954) — російськомовний радянський письменник і мандрівник українського походження, автор багатьох історичних повістей з історії Великого Євразійського Степу, зокрема українських степів різних епох. Основна праця — «Нашестя монголів», у якій відображена історія завоювань Війська Степового від Чингізхана до Батия. Трилогія сподобалася Сталіну, оскільки була, на його думку, ідейно доречною, за що письменник отримав Сталінську премію першого ступеня (1942). Разом з тим, існують думки, що насправді в книзі письменник аллегорично зобразив криваву історію утворення країни Рад, а як головного героя, хаджу Рахіма аль-Багдаді — самого себе.

## Біографія
Василь Янчевецький — відомий письменник, автор книжок з історії Великого Євразійського Степу, Скіфії, Великого Війська Степового, Золотої Орди. Народився в Києві в сім'ї вчителя іноземних мов Григорія Андрійовича Янчевецького, вихідця з родини волинських священиків, випускника Київського університету св. Володимира, філолога і перекладача. Потім жив і навчався в Таллінні, Ризі, Санкт-Петербузі, в Середній Азії, жив в еміграції в Османській імперії, Румунському королівстві, де докладно вивчав різні культури й збирав матеріал для своїх книжок.
Предки письменника по ліній батька, Янчевецькі, були з давнього козацького роду, служили писарями у Війську Запорізькому, ходили в походи на Османську імперію, потім стали православними священиками на Волині, активно боролись з польською унією. Дід був останнім священиком у роду, батько викладав у колегії Павла Галагана, багато подорожував Грецією, перекладав давньогрецьких поетів та істориків.
Предки письменника по лінії матері, Варвари Мечеровської, теж були з давнього козацького роду. Сама Варвара Пампіївна була двоюрідною сестрою української художниці Марії Констянтинівни Башкирцевої.
1897 закінчив історико-філологічний факультет Петербурзького університету. Два роки подорожував Російською імперією, враження лягли в основу першої книги «Записки пішохода» (1901), потім близько року жив у Великій Британії — працював в бібліотеці Британського музею і подорожував.
У 1901 році вперше приїхав до Ашхабаду, на службу в канцелярію керівника Закаспійської області, куди його взяли за рекомендацією старшого брата. Активно вивчав східні мови й життя місцевого населення. У 1902 році їздив через пустелю з науково-статистичними цілями в Хіву (перевіряв стан колодязів на караванному шляху), був на прийомі у хівінского хана і його наступника. Брав участь у дослідницькій експедиції вздовж персько-афганського кордону. Потім він повертався в Середню Азію не раз, а середньоазіатська тематика посіла центральне місце в його творчості.
Під час Російсько-японської війни в 1905–1906 роках був військовим кореспондентом Санкт-Петербурзького телеграфного агентства на Далекому Сході. У 1906—1907 роках працював у Ташкенті статистиком у переселенському управлінні Туркестану. У 1907—1912 роках служив у редакції газети «Росія» (багато їздив у далекі відрядження), викладав латинську мову в 1-ій петербурзької гімназії, серед його учнів були драматург В. Вишневський і поет В. Рождественський. З числа гімназистів у 1910 році створив один з перших скаутських загонів «Легіон юних розвідників». Як організатор скаутів 26 грудня 1910 зустрічався з полковником Робертом Бейден-Павелом, який приїжджав до Російської імперії. З осені 1910 року по липень 1914 випускав журнал «Учень», у якому публікував і свої невеликі твори.
У 1913—1918 роках разом з родиною жив за кордоном, працюючи кореспондентом телеграфного агентства: в Османській імперії, а з початком Першої світової війни — в Румунському королівстві. У 1918 році повернувся з дітьми через «білий» Крим до Росії, залишивши в Румунському королівстві дружину, оперну співачку, а згодом відому югославську виконавицю російських романсів Ольгу Янчевецьку.
У 1918—1919 роках працював у похідній друкарні армії Колчака в Сибіру. Після встановлення в Ачинську радянської влади працював учителем, кореспондентом, директором школи в селі Уюк Урянхайського краю, потім редактором та завідувачем редакції газети «Влада праці» в Мінусинську, куди також розміщував свої нариси, писав п'єси для міського театру (в тому числі для дітей). Саме тоді він уперше став підписуватися псевдонімом Ян.
У 1923 році ненадовго переїхав до Москви.
У 1925—1927 рр. служить у Самарканді економістом узбецьких банків, де також багато пише в журнал «Всесвітній слідопит» статей і нарисів про культуру Узбекистану. Його п'єса про зміни в житті східних жінок «Худжум» (з узбецького — розкріпачення) йшла на багатьох сценах Середньої Азії.
Повернувшись 1928 року до Москви приступає до написання історичних оповідань і повістей. Першими повістями були «Фінікійський корабель» про плавання фінікійців (1931), «Вогні на курганах» про опір скіфів і согдів Олександру Македонському (1932), «Спартак» про повстання рабів у Римі (1933) і «Молотобійці» про появу мануфактур у Росії (1934).

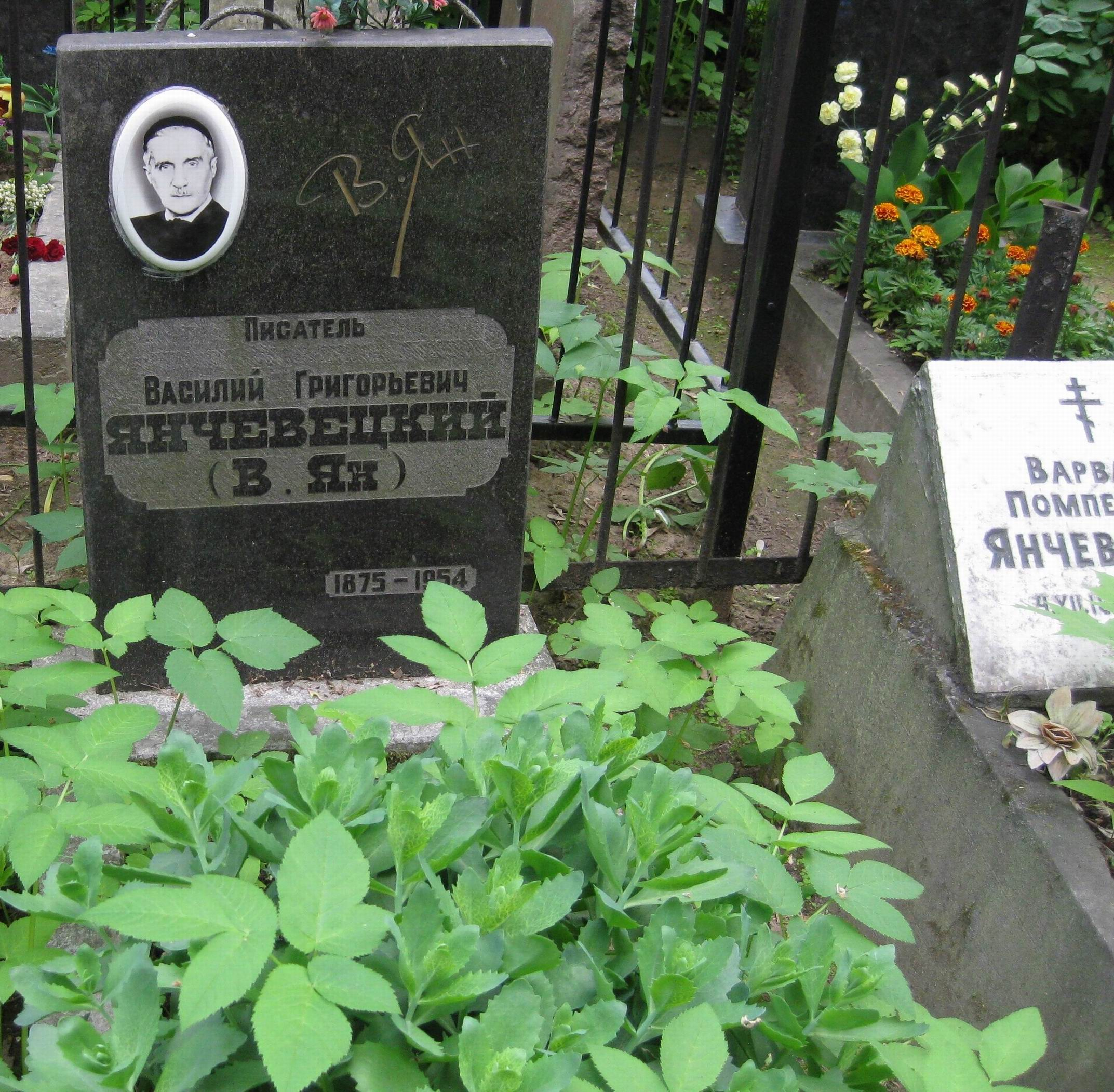
Могила Янчевецкого В. Г. на Ваганьковському кладовищі

У червні 1941 року Василь Ян просився на фронт, але не був узятий по старості. До 1944 року був в евакуації у Ташкенті, де продовжував працювати над своїм головний твором — історичною трилогією «Нашестя монголів», у яку входять романи «Чингіз-хан» про завоювання Центральної Азії (1939), «Батий» про завоювання Північно-Східної Русі (1942) і «До останнього моря» про завоювання Південної Русі і походи далі на захід до Адріатичного моря (1955, після смерті письменника).
Тема боротьби предків народів СРСР з монгольськими завойовниками в XIII столітті виявилася дуже актуальною в роки Німецько-радянської війни. Книги отримали безліч позитивних відгуків як від населення, так і від істориків, сходознавців, критиків і літературознавців і стали популярні. Ця епопея ґрунтується на ретельному вивченні джерел і виконана з великою сумлінністю; трилогія захоплює читача захопливістю дії.
Василь Ян як публіцист був запрошений до співпраці із засобами масової інформації, як середньоазійськими, так і центральними, глави зі ще недописаної повісті-казки «На крилах мужності» (з сюжетом, паралельним «Чингіз-хана») друкувалися російською, узбецькою та туркме́нською мовами, передавалися по радіо, за мотивами книг планувалося поставити оперу «Джелаль-ед-Дін Неприборканий» і зняти два фільми — «Чингіз-хан» і «Джелаль-ед-Дін».
Повернувшись з евакуації, Ян дописував, розпочаті в Ташкенті «Розповіді старого закаспійца» та «На крилах мужності», переробляє «Вогні на курганах», будує нові плани, яким не судилося здійснитися — через важку хворобу і смерть. Письменник помер 5 серпня 1954 року. Був похований на Вірменському цвинтарі в Москві, але недавно [коли?] перепохований навпроти — на Ваганьковському кладовищі.
Створюючи свої твори, Ян часто слідував переконанню, що героїчні особистості «повинні бути не такими, якими вони були насправді, а якими вони повинні бути, щоб стати ідеалом», повинні підноситися над іншими, показаними реалістично. Письменнику вдається показати складність людської долі й відсутність поділу на своїх і чужих. Інтерес до його творів виник під час німецько-радянської війни та й надалі продовжував зростати. Так, до 1985 року кількість видань перевищила 230 загальним тиражем понад 20 млн примірників. Найпопулярніші до того часу були «Чингіз-хан» (понад 100 перевидань) і «Батий» (близько 80), перекладені на 50 мов у 30 країнах.

## Нагороди і премії
- Сталінська премія першого ступеня (1942) — за роман «Чингіз-хан» (1939)
- медалі

## Твори

### Повісті (романи)
- «Афганський смарагд» (незакінчена повість), 1912
- «Фінікійський корабель», 1931
- «Вогні на курганах[ru]», 1932—1952
- «Навала монголів[ru]» (трилогія):
  - «Чингіз-хан», 1939
  - «Батий», 1942 (скорочений варіант для дітей — «Навала Батия», 1941)
  - «До „останнього“ моря», 1955
- «Спартак», 1933
- «Молотобійці», 1934
- «Юність полководця», 1952
- «На крилах мужності» (повість-казка), 1940-і

### П'єси та сценарії
- «Наречена червоного партизана», 1921—1923
- «Колчаковщіни», 1921—1923
- «Село, прокинься», 1921—1923
- «Нота лорда Керзона», 1921—1923
- «Червоноармійська зірка», 1921—1923
- Комедія «Худжум», 1925—1927
- «Джелаль-ед-Дін Неприборканий» (лібрето непоставленої опери), 1944
- «Чингіз-хан» (лібрето незнятого фільму), 1944
- «Джелаль-ед-Дін» (лібрето незнятого фільму), 1944

### Розповіді
- «Розповіді про незвичайне»
  - «Що краще?», 1944
  - «Блакитна сойка Заратустри», 1945
  - «Овідій у вигнанні», початок 1930-х
  - «Трюм і палуба», 1929
  - «Повернення мрії», кінець 1940-х
  - «У Орлиному гнізді» Старця гори "«, кінець 1940-х
  - „Скоморошьи потіха“, кінець 1940-х
  - „Партизанська витримка (Валянки влітку)“, 1922
  - „Загадка озера Кара-нір“, кінець 1920-х
  - „В пісках Каракуми“, кінець 1920-х
  - „Плавильники Ванджа“, початок 1930-х
- „Розповіді“ старого закаспійця»
  - «Дзвін пустелі», 1906
  - «Тач-Гюль (В горах Персії)», 1910
  - «Демон Гори», 1943—1944
  - «Ватан („Батьківщина“)», 1936
  - «Лист із скіфського табору», кінець 1920-х
  - «Афганські привиди», кінець 1906
  - «Лист з скіфського табору», кінець 1920-х
  - «Видіння дурману (Душа)», 1910
  - «Рогата змійка (Розповідь капітана)», 1907
  - «Три щасливих дні Бухари», 1944
- Подорожні нотатки «Блакитні далі Азії», 1947—1948

### Нариси і статті
- Збірка нарисів «Записки пішохода», 1901
- Збірник статей «Виховання надлюдини», 1908
- Брошура «Що потрібно зробити для петербурзьких дітей», 1911
- «У Чорному морі», 1907—1912
- «У Босфорі», 1907—1912
- «В Афінах», 1907—1912
- «Записки російського мандрівника», 1907—1912
- «На російській Півночі», 1907—1912
- «На захист Приамур'я», 1907—1912
- «Японія і Корея», 1907—1912
- «Невикористані багатства Сахаліну», 1907—1912
- «Самарканд», 1925—1927
- «Танці жінок Узбекистану», 1925—1927
- «Узбецький народний театр», 1925—1927
- «Узбецька драма», 1925—1927
- «О 1-й майстерні хореографії», 1925—1927
- «Олександр і Спітамен», кінець 1920-х — початок 1930-х
- «Як я працював над своїми книгами», кінець 1920-х — початок 1930-х
- «Історична достовірність і творча інтуїція», кінець 1920-х — початок 1930-х
- «Завоювання Середньої Азії Олександром Македонським», кінець 1920-х — початок 1930-х
- «У гори Фархада», 1941—1944
- «Новий узбецький народний театр», 1941—1944
- «Муканов», 1941—1944
- «Проблема історичного роману», 1941—1944
- «Червоноармієць», 1941—1944

## Вшанування
На честь Василя Яна названі вулиця та бібліотека в Києві.